# بوب جونسون (لاعب كرة قاعدة)
بوب جونسون (بالإنجليزية: Bob Johnson)‏ هو لاعب كرة قاعدة أمريكي، ولد في 25 أبريل 1943 في أورورا في الولايات المتحدة.

## وصلات خارجية
- روبرت جونسون على موقع دوري كرة القاعدة الرئيسي (الإنجليزية)
- روبرت جونسون على موقعبيزبول رفرنس.كوم (الدوري الرئيسي) (الإنجليزية)
- روبرت جونسون على موقعبيزبول رفرنس.كوم (الدوري الثانوي) (الإنجليزية)